# Охлопково (Владимирская область)
Охлопково — деревня в Вязниковском районе Владимирской области России, входит в состав Сарыевского сельского поселения.

## География
Деревня расположена на берегу реки Тара в 10 км на северо-запад от центра поселения села Сарыево и в 37 км на северо-запад от райцентра города Вязники.

## История
В конце XIX — начале XX века деревня входила в состав Сарыевской волости Вязниковского уезда. В 1859 году в деревне числилось 7 дворов, в 1905 году — 9 дворов, в 1926 году — 16 дворов.
С 1929 года деревня входила в состав Осинковского сельсовета Вязниковского района, с 2005 года — в составе Сарыевского сельского поселения.

## Население
| 1859 | 1905 | 1926 | 2002 | 2010 | 2021 |
| ---- | ---- | ---- | ---- | ---- | ---- |
| 58   | ↘48  | ↗71  | ↘22  | ↘21  | ↘18  |